# Ruta Estatal de Arizona 89A
La Ruta Estatal de Arizona 89A, y abreviada SR 89A (en inglés: Arizona State Route 89A) es una carretera estatal estadounidense ubicada en el estado de Arizona. La carretera inicia en el Sur desde la SR 89     en Prescott hacia el Norte en la I 40     en Flagstaff. La carretera tiene una longitud de 134,9 km (83.85 mi).

## Mantenimiento
Al igual que las autopistas interestatales, y las rutas federales y el resto de carreteras estatales, la Ruta Estatal de Arizona 89A es administrada y mantenida por el Departamento de Transporte de Arizona por sus siglas en inglés ADOT.

## Cruces
La Ruta Estatal de Arizona 89A es atravesada principalmente por la  I 17     en Flagstaff
 I 40     en Flagstaff.